# Frédéric Ozanam

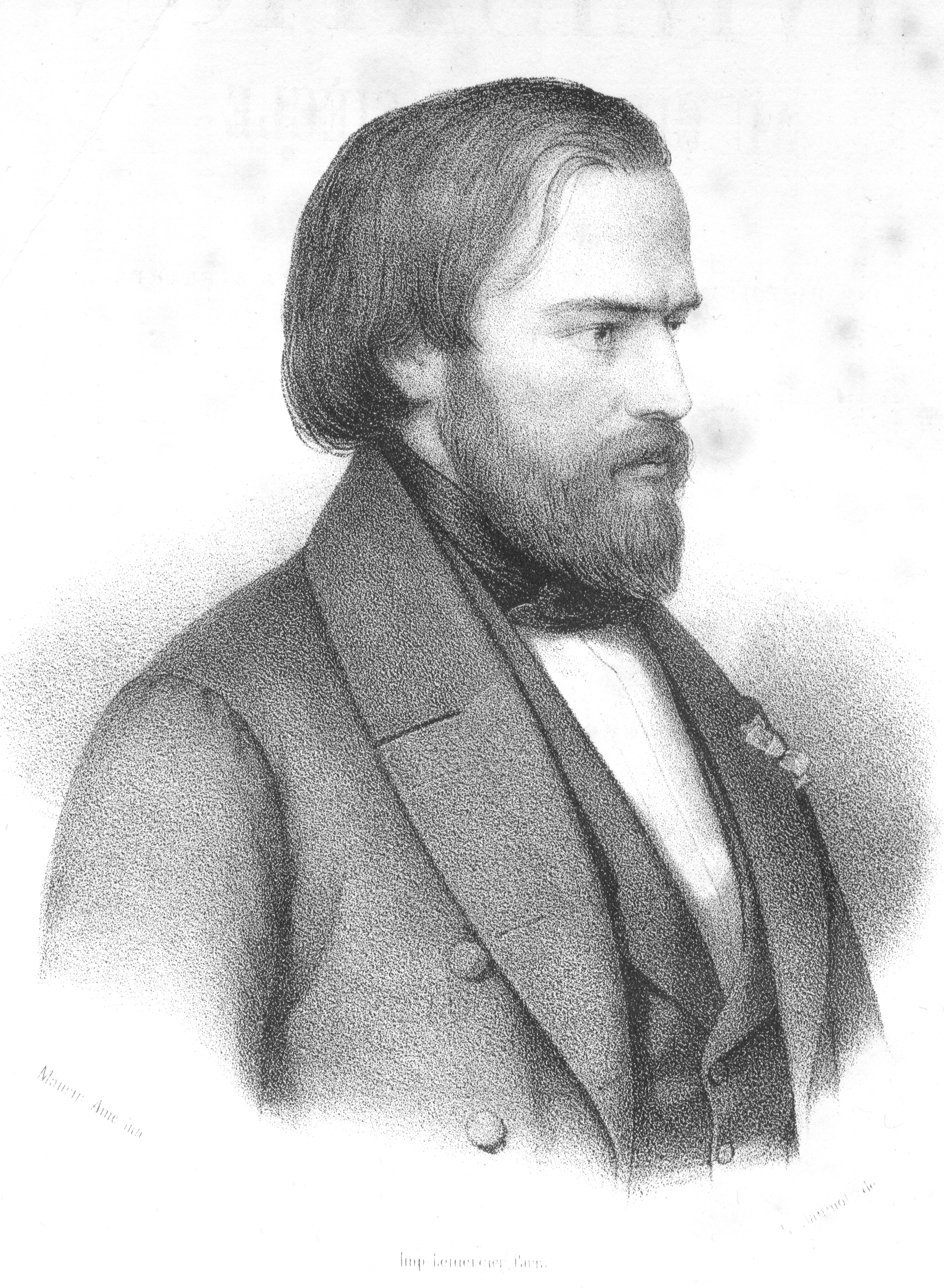
Frédéric Ozanam

Frédéric Ozanam (Milaan, 23 april 1813 - Marseille, 8 september 1853) was een Frans literatuur- en cultuurhistoricus, tevens vernieuwer op het gebied van de katholieke caritas.  Hij richtte als student in de rechten te Parijs in 1833 de later wijdverbreide Société de St.-Vincent-de-Paul (Sint-Vincentiusvereniging) op.

## Levensloop
Zijn ouders, Jean-Antoine Ozanam, een arts, en Marie Mantas, waren beiden afkomstig uit Lyon, waar de volledige familie zich vanaf 1815 vestigde. "Fred", zoals zijn vader hem noemde, was het vijfde kind in een gezin van 14, waarvan slechts 4 de volwassen leeftijd bereikten.
In 1822 werd hij leerling van het Collège Royal (thans het Lycée Ampère) waar een liberaal en vrijzinnig klimaat heerste. Hij ontmoette er professor Legeay en de priester Noirot, die op hem een sterke invloed hadden en hem in zijn geloof bevestigden.
Op aandringen van zijn vader schreef hij zich in 1831 in op de Faculteit Rechten te Parijs; maar tegelijk volgde hij ook Letteren.  Hij promoveerde in 1839 in de Letteren en werd in 1844 hoogleraar niet-Franse letterkunde aan de Sorbonne.  Verbonden met de kring van Charles de Montalembert, Henri Lacordaire en Lamennais, beproefde hij een apologie van het christendom op (literair-)historische gronden, waarbij hij vooral de invloed van de christelijke gedachte op de middeleeuwse literatuur bestudeerde.
Op 23 april 1833, op zijn twintigste, stichtte Frédéric Ozanam samen met Emmanuel Bailly en vijf andere bevriende studenten de Sint-Vincentius a Paulo vereniging uit bezorgdheid over de miserie van de arbeidersklasse. Hij richtte  in dat jaar met medestudenten ook een petitie aan de aartsbisschop van Parijs om conferenties in de Notre-Dame te houden, die vanaf 1834 een groot succes werden.
In 1841 trouwde hij met Amélie Soulacroix. Het koppel had één dochter, Marie. In 1846, op  het hoogtepunt van zijn carrière, begint de ziekte waar hij aan zou sterven, tuberculose, te knagen. In 1853 werd hij stervend naar Pisa teruggebracht en hij overleed op 8 september te Marseille.  Hij rust in de kerk "Saint-Joseph des Carmes" te Parijs.
Frédéric Ozanam werd tijdens de Wereldjongerendagen van 1997 in Parijs door paus Johannes-Paulus II zalig verklaard.

## Oeuvre
- Essai sur la philosophie de Dante (1838)
- Les poètes franciscains en Italie au XIII siècle (1852)
- Un pélérinage au pays du Cid (1854)